# Hollywood (cigarro)

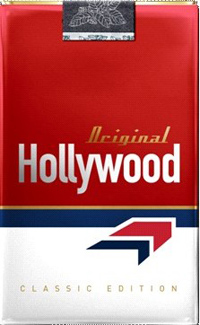
Embalagem Especial do Maço de Cigarro Hollywood vendida em 2008 baseado nos Modelos usado nos anos de 80 ao final dos 90.

Hollywood foi uma marca de cigarros do grupo Souza Cruz. Vendida por cerca de 88 anos entre 1932 e 2020, foi uma das marcas de cigarros mais conhecidas e vendidas no Brasil. Por decisões internas da Souza Cruz a marca foi descontinuada no início da pandemia do Covid 19, não existindo nenhum outro cigarro como mesmo blend atualmente.

## História

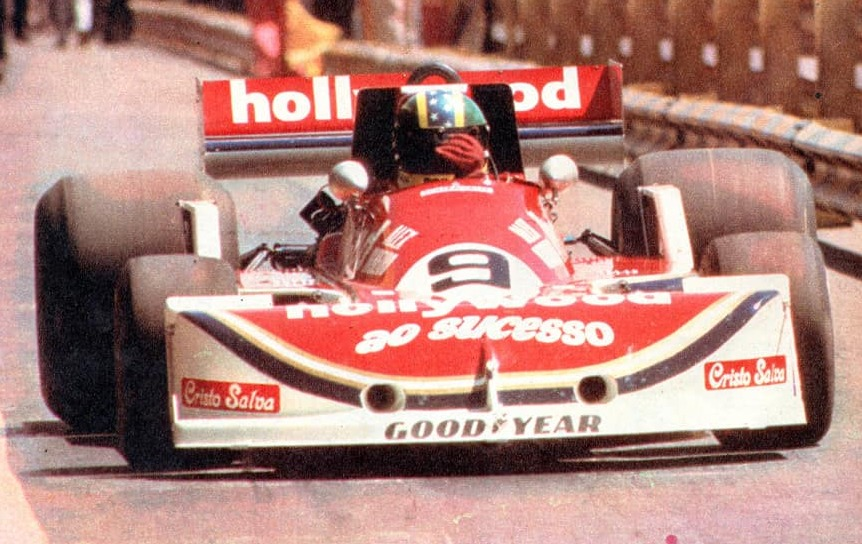
A Souza Cruz anunciou os cigarros Hollywood no esporte, notadamente na Fórmula 1, ao patrocinar a March 761 de Alex Dias Ribeiro (aqui no Grande Prêmio da Argentina em 1977).

Albino Souza Cruz, um fabricante de cigarros que se estabeleceu no Rio de Janeiro, criou, em 1903, uma empresa para vender diversas marcas de cigarro. Em 1932 ele anunciou o lançamento dos cigarros Hollywood. O lançamento do Hollywood coincidiu com o início da carreira de Raul Roulien no cinema americano (Roulien se tornou um dos primeiros garotos-propaganda do novo cigarro) e com os Jogos Olímpicos de Verão de 1932, realizados em Los Angeles (cidade onde fica o distrito de Hollywood), sendo que a Cia. Souza Cruz patrocinou a ida do jornalista Emmanuel Amaral de A Noite aos jogos. Inicialmente a Souza Cruz usou a marca Hollywood para patrocinar artistas de cinema como Danièle Brégis.
| “ | "Isto é Hollywood, O Sucesso." | ” |

No início dos anos 70, a Souza Cruz inventou o slogan "Isto é Hollywood", popularizando a sua imagem através de rústicos e bem aparentados jovens praticando esportes radicais. O lema continua vivo até hoje: "Isto é Hollywood, O Sucesso".
Os "jovens" praticando vários tipos de modalidades esportivas radicais, que eram as personagens das propagandas de TV, foram os responsáveis pelo sucesso da marca ao associá-la à ideia de aventura. O apelo levou, também, ao patrocínio do pioneiro festival de rock organizado no Brasil, o Hollywood Rock, no verão de 1975 no Rio de Janeiro. O evento foi registrado no documentário Ritmo Alucinante do mesmo ano.

## Curiosidades
- Com a implantação dos jovens praticando esportes radicais, as vendas do cigarro começaram a crescer. Criado no início dos anos 70, eles utilizavam a imagem de velejadores, atletas, pilotos, nadadores e etc. O resultado não poderia ser melhor nas vendas: Hollywood se tornou o cigarro mais vendido do Brasil. No início dos anos 80, foi lançada a famosa campanha “Isto é Hollywood, O Sucesso”. Com a campanha, as vendas do cigarro subiram e a marca Hollywood era uma das marcas mais populares do Brasil.
- Em 1975, a empresa Souza Cruz realizou o show "Hollywood Rock", um evento que se repetiria a partir de 1988 e que reuniria algumas das maiores bandas de rock, com o patrocínio dos cigarros Hollywood.
- O logotipo dos cigarros Hollywood representa apenas um maço de cigarro.
- Em 2020 a marca Hollywood foi descontinuada e a Souza Cruz adicionou o cigarro Lucky Strike no seu lugar. O cigarro Lucky Strike não é o cigarro Hollywood. Além dos nomes serem diferentes, o blend também é diferente.

## Na cultura popular
- O cigarro Hollywood foi citado com ironia na canção É fim de mês do cantor Raul Seixas, lançada em 1975 no álbum Novo Aeon.[5][6]
- Outra canção que cita a marca é Cachimbo da Paz, do rapper Gabriel o Pensador, em referência a outro sucesso relatado na música (a cannabis): "Tudo isso deve ser para evitar a concorrência/Porque não é 'Hollywood' mas é 'O sucesso'"